# Myszolot
Myszolot, owocolot (Myonycteris) – rodzaj ssaków z podrodziny Epomophorinae w obrębie rodziny rudawkowatych (Pteropodidae).

## Rozmieszczenie geograficzne
Rodzaj obejmuje gatunki występujące w Afryce.

## Morfologia
Długość ciała (bez ogona) 86–130 mm, długość ogona 0–14 mm, długość ucha 11–21 mm, długość tylnej stopy 9–22 mm, długość przedramienia 55–75 mm; masa ciała 27–54 g.

## Systematyka
Rodzaj zdefiniował w 1899 roku niemiecki zoolog Paul Matschie w publikacji swojego autorstwa zatytułowanej Megachiroptera z Muzeum Historii Naturalnej w Berlinie. Gatunkiem typowym jest (oryginalne oznaczenie) myszolot obrożny (M. torquata).

### Etymologia
- Myonycteris (Myoncyteris): gr. μυς mus, μυος muos ‘mysz’; νυκτερις nukteris, νυκτεριδος nukteridos ‘nietoperz’[11].
- Lissonycteris: gr. λισσος lissos ‘gładki’; νυκτερις nukteris, νυκτεριδος nukteridos ‘nietoperz’[2]. Gatunek typowy (oznaczenie monotypowe): Cynonycteris angolensis du Bocage, 1898.
- Phygetis (Phylletis): gr. φυγετης phygetēs ‘uciekinier z własnego kraju’[3]. Gatunek typowy (oznaczenie monotypowe): Cynonycteris brachycephala du Bocage, 1889.

### Podział systematyczny
Do rodzaju należą następujące gatunki:
| Grafika | Gatunek                   | Autor i rok opisu | Nazwa zwyczajowa    | Podgatunki         | Rozmieszczenie geograficzne | Podstawowe wymiary                                              | Status IUCN |
| ------- | ------------------------- | ----------------- | ------------------- | ------------------ | --- | --------------------------------------------------------------- | ----------- |
|         | Myonycteris torquata      | (Dobson, 1878)    | myszolot obrożny    | gatunek monotypowy | od środkowego Kamerunu na wschód do Sudanu Południowego i Ugandy, na południe do północnej Angoli i skrajnie północno-zachodniej Zambii; zanotowany w lesie Beletta (Etiopia); zakres wysokości: 0–1935 m n.p.m.                                                      | DC: 8,6–13 cm DO: 0–1,2 cm DP: 5,5–6,6 cm MC: 28–43 g           | LC          |
|         | Myonycteris brachycephala | (du Bocage, 1889) | myszolot wyspowy    | gatunek monotypowy | endemit Wysp Świętego Tomasza i Książęca: Wyspa Świętego Tomasza; zakres wysokości: 300–1300 m n.p.m. | DC: 9,4–10,6 cm DO: około 0,1 cm DP: 6,2–6,4 cm MC: brak danych | EN          |
|         | Myonycteris leptodon      | Andersen, 1908    |                     | gatunek monotypowy | Afryka Zachodnia od Senegalu na wschód do południowo-zachodniej Nigerii (Delta Nigru); wschodnie granice zasięgu nieznane; zakres wysokości: 30–1350 m n.p.m. | DC: 8,8–12 cm DO: 0–1,3 cm DP: 5,6–6,7 cm MC: 27–54 g           | LC          |
|         | Myonycteris relicta       | Bergmans, 1980    | myszolot reliktowy  | gatunek monotypowy | Kenia (Shimba Hills National Reserve), Tanzania (góry Nguru i Usambara), Demokratyczna Republika Konga, środkowy Mozambik (Chinizuia) i wschodnie Zimbabwe (zlewisko rzek Haroni i Rusitu); zakres wysokości: 150–1330 m n.p.m.                                       | DC: 9–11,5 cm DO: 0,5–1,4 cm DP: 6,5–7,5 cm MC: 48–54 g         | LC          |
|         | Myonycteris angolensis    | (du Bocage, 1898) | owocolot afrykański | 5 podgatunków      | Afryka Zachodnia i Środkowa, od Senegalu i Gambii na wschód do Etiopii (Wyżyna Abisyńska), na południe do zachodniej Angoli, północnej Zambii, wschodniego Zimbabwe i środkowego Mozambiku, również wyspa Bioko (Gwinea Równikowa); zakres wysokości: 0–4000 m n.p.m. | DC: 9–14 cm DO: 0,6–2,1 cm DP: 6,8–9 cm MC: 60–87 g             | LC          |

Kategorie IUCN:  LC  – gatunek najmniejszej troski,  EN  – gatunek zagrożony. 